# Gaius von Mailand
Gaius von Mailand (auch: Cajus oder Gajus; † angebl. um 85) war der Legende nach ein früher Bischof von Mailand. Seine historische Existenz ist ungesichert.
Gaius soll von Bischof Anathalon in der Zeit des Kaisers Nero zu seinem Nachfolger im Bischofsamt eingesetzt worden sein. Gaius soll dann während der Neronischen Christenverfolgung gelitten, diese aber überlebt haben. Er soll außerdem den Heiligen Vitalis und dessen Söhne Gervasius und Protasius getauft haben. Zum Nachfolger als Bischof von Mailand habe er Castricianus bestimmt.
Gaius wird als Heiliger verehrt. Sein Gedenktag ist der 27. September.